# 稲垣忠彦
稲垣 忠彦（いながき ただひこ、1932年4月14日 - 2011年8月18日）は、日本の教育学者。教育学博士（東京大学・論文博士・1964年）。東京大学名誉教授。信濃教育会教育研究所長。息子は朝日新聞編集委員の稲垣康介。

## 略歴
広島県出身。東京大学卒。宮城教育大学助教授、東京大学教育学部助教授、1979年同教授、1986年から1988年まで同教育学部長。1993年定年退官、滋賀大学教授。その後、1997年帝京大学教授、2003年同大学退職。1977年『アメリカ教育通信』で毎日出版文化賞受賞。教育方法論、学校現場の授業実践などを研究した。
1964年、教育学博士（東京大学）、学位論文の題は「公教育における教授実践・理論の構造」。
2011年8月18日、胃がんのため死去。79歳没。

## 著書
- 『明治教授理論史研究 公教育教授定型の形成』 評論社 1966
- 『現代日本の教育=状況と創造』評論社 1972
- 『授業における技術と人間』国土社 1974 (教授学叢書)
- 『アメリカ教育通信 大きな国の小さな町から』評論社 1977.4
- 『学校を変える力』評論社 1982.3
- 『戦後教育を考える』1984.8 (岩波新書)
- 『授業を変えるために カンファレンスのすすめ』国土社 1986.7
- 『授業を変える 実践者に学んだこと』小学館 1988.4
- 『授業研究の歩み 1960-1995年』評論社 1995.6
- 『教室からの教育改革 同時代との対話』評論社 2000.9
- 『総合学習を創る』岩波書店 2000.2(シリーズ教育の挑戦)
- 『私が出会った信州教育』信濃教育会出版部 2002.4
- 『教室からの改革を求めて 信州教育への提言』1970-2002年 信濃教育会出版部 2002.9
- 『教師教育の創造 信濃教育会教育研究所五年間の歩み』評論社 2006.5

## 共編著
- 『教授学研究 1』斎藤喜博、柴田義松共編 国土社 1970
- 『教育課程 総論』肥田野直共編 東京大学出版会 1971 (戦後日本の教育改革)
- 『子どものための学校 イギリスの小学校から』東京大学出版会 1984.6 (UP選書)
- 『日本の教師 20 教師の教育研究』ぎょうせい 1993.10
- 『日本の教師 5-7 授業をつくる』吉村敏之共編 ぎょうせい 1993-1994
- 『日本の教師文化』久富善之共編 東京大学出版会 1994.1
- 『日本の教師 13 学校づくり』鈴木そよ子共編 ぎょうせい 1994.4
- 『授業研究入門』佐藤学共著 岩波書店 1996.4
- 『日本語を学びなおす「バカヤロー」から「天声人語」まで』杉本真理子共著 評論社 2004.3